# Tele-Fonika Kable

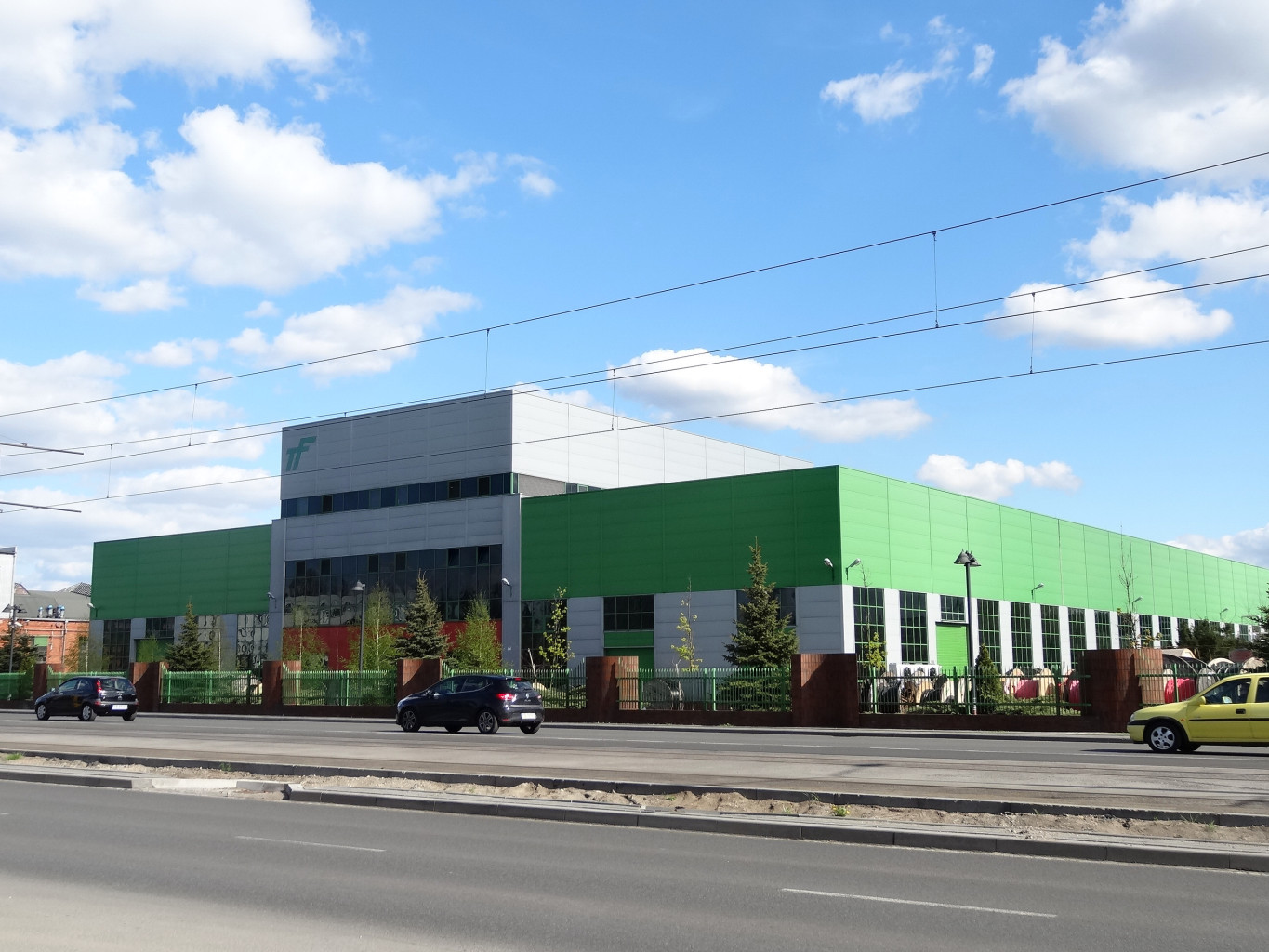
Bydgoska Fabryka Kabli

Tele-Fonika Kable (TFKable) – polska spółka akcyjna i grupa kapitałowa z siedzibą w Myślenicach, producent kabli i przewodów. Do końca 2002 roku spółka była notowana na Giełdzie Papierów Wartościowych w Warszawie

## Charakterystyka
Grupa Tele-Fonika Kable jest największym w Europie Środkowo-Wschodniej, 3. w Europie i 24. na świecie producentem kabli. Dostarcza na rynek światowy kable i przewody miedziane, aluminiowe, światłowody, które mają zastosowanie w telekomunikacji, energetyce, górnictwie, okrętownictwie, przemyśle elektronicznym. Produkty eksportowane są do 80 krajów na 6 kontynentach. Spółka posiada 460 certyfikatów jakości na produkowane wyroby, przyznanych przez 34 centra certyfikacji na świecie. Wdrażanie nowych konstrukcji kabli i przewodów umożliwia współpraca z ośrodkami naukowymi, uczelniami i Komitetem Badań Naukowych.

## Grupa kapitałowa
W skład grupy wchodzi 8 spółek handlowych, zajmujących się dystrybucją wyrobów na całym świecie, 7 zakładów produkcyjnych oraz Zakład Recyklingu Odpadów Kablowych w Bukownie. W Grupie Tele-Fonika Kable S.A. znajdują się zakłady, które były kolebką przemysłu kablowego w Polsce: Bydgoska Fabryka Kabli (utworzona w 1920) i Krakowska Fabryka Kabli (utworzona w 1927).

### Struktura
Zakłady produkcyjne:
- Zakład Myślenice (dawne Zakłady Kablowe Tele-Fonika s.c.),
- Zakład Bydgoszcz (dawna Bydgoska Fabryka Kabli),
- Zakład Kraków (dawna Krakowska Fabryka Kabli),
- Zakład Kraków Bieżanów (przyporządkowany administracyjnie do Zakładu Kraków),
- TOW TF Kabel Ukraina w Czernihowie,
- Fabrika Kablova Zaječar.
- JDR Cable Systems w Hartlepool (od III kwartału 2017)

Spółki handlowe:
- Copper Cable Company Ltd (Wielka Brytania),
- Tele-Fonika Cable Americas Corporation (USA),
- Tele-Fonika Kable Central Europe GmbH (Niemcy),
- UAB Tele-Fonika Baltic (Litwa),
- JDR Cable Systems Ltd.
- TELE-FONIKA Kable S.A. (Oddział w Dubaju)

### Rankingi
- 21 polski eksporter (2010)[2]
- 72 pozycja na liście największych polskich przedsiębiorstw według rankingu „Lista 2000” opublikowanego w dzienniku „Rzeczpospolita” (2010),
- 190 pozycja na liście największych przedsiębiorstw w Europie Środkowo-Wschodniej według rankingu „Lista 500” opublikowanego w dzienniku „Rzeczpospolita” (2010)

## Historia
Przedsiębiorstwo powstało 7 kwietnia 1992 pod nazwą Zakłady Kablowe Tele-Fonika s.c. w Myślenicach, gdzie wybudowano fabrykę kabli telekomunikacyjnych, komputerowych, a od 1997 światłowodowych. W 1999 po wykupieniu od Grupy KGHM Polska Miedź 100% akcji Krakowskiej Fabryki Kabli (zał. 1927) i włączeniu jej w swoją strukturę organizacyjną, przyjęła firmę Tele-Fonika KFK S.A. 7 kwietnia 2001 oddano do użytku nowy zakład produkcji kabli Kraków-Bieżanów specjalizujący się w produkcji giętkich żył wielodrutowych, masowych, aluminiowych.
7 stycznia 2002 spółka kupiła pakiet kontrolny akcji, a następnie w 2003 objęła cały pakiet akcji Elektrimu Kable S.A, w skład którego wchodziły: Bydgoska Fabryka Kabli (zał. 1920), Fabryka Kabli Załom w Szczecinie (zał. 1958) i Fabryka Kabli w Ożarowie Mazowieckim (zał. 1931). Swoją aktualną firmę Tele-Fonika Kable S.A. przyjęła 9 czerwca 2003 roku po połączeniu w jeden podmiot gospodarczy Tele-Foniki KFK S.A. i Elektrimu Kable S.A. W tym samym czasie jedynym właścicielem przedsiębiorstwa został Bogusław Cupiał. W kolejnych latach dokonano rozbudowy, bądź likwidacji potencjału produkcyjnego oraz specjalizacji w poszczególnych zakładach. W 2003 zamknięto fabrykę w Ożarowie (teren po fabryce włączono do specjalnej strefy ekonomicznej), natomiast oddano do użytku nową halę produkcyjną kabli średnich i wysokich napięć w Bydgoszczy. W 2006 uruchomiono produkcję kabli górniczych w Krakowie i kabli ekstra-wysokich napięć w Bydgoszczy. W 2007 oddano do użytku Zakład Recyklingu Odpadów Kablowych w Bukownie oraz zakupiono fabryki kabli w Serbii i Ukrainie. W 2008 uzyskano certyfikat Centrum Naukowo Technicznego Kolejnictwa na sieć trakcyjną dla kolei dużych prędkości, produkowaną w zakładzie Bieżanów, a rok później w Szczecinie uruchomiono produkcję aluminiowych przewodów nawojowych. Jednak od 2008 stopniowo wygaszano produkcję i zatrudnienie w fabryce Załom w Szczecinie.
17 lipca 2017 Grupa TFKable poinformowała o planowym przejęciu JDR Cable Systems – czołowego producenta podmorskich kabli magistralowych oraz zasilających.
W 2017 zatrudnienie w spółce wynosiło 3,1 tys. osób, przychody ze sprzedaży w roku 2006 wyniosły 4,5 miliarda zł, a eksport stanowił 70% wolumenu sprzedaży.

## Kontrowersje
W 2002 przedstawiciele firmy wynajętej przez Tele-Fonikę pobili pracowników Fabryki Kabli im. Mariana Buczka w Ożarowie Mazowieckim protestujących przeciwko likwidacji zakładu. W ich obronie interweniowali między innymi Jacek Kuroń, Karol Modzelewski i Adrian Zandberg. Jarosław Kaczyński przypomniał pacyfikację w ożarowskiej fabryce kabli w trakcie swojej kampanii do wyborów parlamentarnych w 2019.